# 레이철 양키
레이철 아바 양키(영어: Rachel Aba Yankey, 1979년 11월 1일 ~ )는 잉글랜드의 전직 여자 축구 선수로 선수 시절 포지션은 윙어, 공격수였다.

## 어린 시절
레이철 양키는 어린 시절에 현지 소년 축구 클럽에서 유일한 소녀 선수로 활동했다. 특히 8세 시절에는 머리를 밀고 '레이'라는 이름을 가진 남자 아이처럼 행동했다고 한다. 레이철 양키는 자신의 진짜 정체가 밝혀지기 이전까지 2년 동안 소년 축구 클럽에서 뛸 수 있었다.
레이철 양키는 자신의 속해 있던 축구 클럽의 감독이었던 러셀 마운트퍼드가 연례 총회에 참석한 이후에 청소년 축구 클럽인 밀힐 유나이티드에 합류했다. 레이철 양키는 어린 시절에 런던 유스 게임에서 런던 브렌트구 대표로 참가했고 2011년에 명예의 전당에 이름을 올리게 된다.

## 클럽 경력
레이철 양키는 16세 시절에 아스널에 입단하면서 선수 생활을 시작했으며 아스널의 FA 여자 프리미어리그 내셔널 디비전 1회 우승, FA 여자컵 2회 우승, FA 여자 프리미어리그컵 2회 우승에 기여했다.
레이철 양키는 2000년에 캐나다의 여자 축구 클럽인 라발 다이너마이츠에서 짧은 기간 동안에 걸쳐 임대되었고 같은 해에 풀럼으로 이적했다. 풀럼 소속으로 활동하던 동안에는 풀럼의 FA 여자 프리미어리그 내셔널 디비전 1회 우승, FA 여자컵 2회 우승, FA 여자 프리미어리그컵 2회 우승에 기여했다.
레이철 양키는 2004-05 시즌 개막 이전에 버밍엄 시티로 이적했으나 2005년에 미국의 여자 축구 클럽인 뉴저지 와일드캐츠와 짧은 기간 동안에 걸친 계약을 체결했다. 2005 USL W리그 시즌에서는 뉴저지 와일드캐츠의 동부 콘퍼런스 노스이스트 디비전 정규 시즌 1위, 플레이오프 우승에 기여했다.
레이철 양키는 2005-06 시즌 개막 이전에 친정 팀인 아스널에 합류했으며 아스널의 FA 여자 프리미어리그 내셔널 디비전 5회 우승, FA 여자컵 7회 우승, FA 여자 프리미어리그컵 2회 우승에 기여했다. 그 외에 아스널의 2006-07 UEFA 여자컵(현재의 UEFA 여자 챔피언스리그) 우승, 2011·2012 FA 여자 슈퍼리그 시즌 우승에 기여했고 2016년 12월 30일에 아스널과의 계약이 만료되면서 은퇴하게 된다.

## 국가대표 경력
레이철 양키는 1997년 8월 23일에 스코틀랜드 리빙스턴에서 열린 스코틀랜드와의 친선 경기에 처음 출전하면서 잉글랜드 여자 축구 국가대표팀 선수로 데뷔했으며 잉글랜드는 스코틀랜드에 4-0 승리를 기록했다. 핀란드에서 개최된 UEFA 여자 유로 2001, 잉글랜드에 개최된 UEFA 여자 유로 2005에 참가했고 중국에서 개최된 2007년 FIFA 여자 월드컵에서는 잉글랜드의 8강전 진출에 기여했다.
레이철 양키는 핀란드에서 개최된 UEFA 여자 유로 2009는 참가하지 않았지만 2010년 7월 29일에 열린 터키와의 2011년 FIFA 여자 월드컵 유럽 지역 예선 홈 경기에서 A매치 100경기 출전 기록을 수립했다. 독일에서 개최된 2011년 FIFA 여자 월드컵에 참가하여 일본과의 조별 예선 경기에서 잉글랜드의 2번째 골을 기록했고 잉글랜드의 2-0 승리와 함께 8강전 진출에 기여했다.
레이철 양키는 2012년 런던 하계 올림픽에 참가한 영국 여자 축구 국가대표팀 명단에 이름을 올렸으며 영국의 8강전 진출에 기여했다. 2012년 9월 19일에 열린 크로아티아와의 UEFA 여자 유로 2013 예선 홈 경기에서 국가대표팀 120경기 출전 기록을 수립했는데 잉글랜드는 크로아티아에 3-0 승리를 기록했다. 2013년 4월 7일에 열린 캐나다와의 키프로스컵 결승전 경기에서 국가대표팀 125경기 출전 기록을 수립했고 잉글랜드의 1-0 승리를 안겨준 결승골을 기록하면서 잉글랜드의 키프로스컵 우승에 기여하게 된다.
레이철 양키는 2013년 6월 26일에 잉글랜드 버턴어폰트렌트에서 열린 일본과의 친선 경기에서 A매치 126경기 출전 기록을 수립하여 피터 실턴이 보유하고 있던 국가대표팀 125경기 출전 기록을 갱신했는데 잉글랜드는 일본과 1-1 무승부를 기록했다. 스웨덴에서 개최된 UEFA 여자 유로 2013에서 잉글랜드가 조별 예선 1무 2패를 기록하면서 탈락한 이후에 잉글랜드 여자 축구 국가대표팀에서 은퇴했으며 국가대표팀 129경기에 출전하여 19골을 기록했다.

## 사생활
레이철 양키는 축구 경기나 연습이 없는 날에 학교에서 축구 코치로 일하면서 어린이들에게 축구를 가르쳤다. 레이철 양키의 중간 이름은 한동안 그의 어머니가 스웨덴의 4인조 팝 음악 그룹인 ABBA(아바)의 팬이었기 때문에 붙여진 것으로 알려졌다. 하지만 레이철 양키는 2010년에 있었던 언론과의 인터뷰에서 자신의 중간 이름은 가나계 잉글랜드인임을 알리기 위해 붙여진 것이라고 해명했다.
레이철 양키는 2006년에 잉글랜드의 여자 축구에 헌신한 공로를 인정받아 영국 왕실로부터 새해를 맞이하기 위한 차원에서 대영 제국 훈장을 받았고 2014년에는 이러한 공로를 인정받아 대영 제국 훈장 4등급(장교)을 받았다.

## 수상

### 클럽
아스널
- FA 여자 프리미어리그 내셔널 디비전 6회 우승 (1996-97, 2005-06, 2006-07, 2007-08, 2008-09, 2009-10)
- FA 여자컵 9회 우승 (1998, 1999, 2006, 2007, 2008, 2009, 2011, 2013, 2014)
- FA 여자 프리미어리그컵 4회 우승 (1998, 1999, 2007, 2009)
- UEFA 여자컵(UEFA 여자 챔피언스리그) 1회 우승 (2006-07)
- FA 여자 슈퍼리그 2회 우승 (2011, 2012)

풀럼
- FA 여자 프리미어리그 내셔널 디비전 1회 우승 (2002-03)
- FA 여자컵 2회 우승 (2002, 2003)
- FA 여자 프리미어리그컵 2회 우승 (2002, 2003)

뉴저지 와일드캐츠
- USL W리그 1회 우승 (2005)

### 국가대표
- 2009년 키프로스컵 우승
- 2013년 키프로스컵 우승